# روزپژا
روزپژا (به لهستانی:  Rozprza) یک روستا در لهستان است که در گمینا روزپژا واقع شده است. روزپژا ۱٬۴۰۰ نفر جمعیت دارد.